# Bosc-Édeline
Bosc-Édeline és un municipi francès situat al departament del Sena Marítim i a la regió de Normandia. L'any 2007 tenia 308 habitants.

## Demografia

### Població
El 2007 la població de fet de Bosc-Édeline era de 308 persones. Hi havia 118 famílies de les quals 24 eren unipersonals (8 homes vivint sols i 16 dones vivint soles), 43 parelles sense fills i 51 parelles amb fills.
La població ha evolucionat segons el següent gràfic:
Habitants censats

### Habitatges
El 2007 hi havia 126 habitatges, 117 eren l'habitatge principal de la família, 5 eren segones residències i 4 estaven desocupats. 126 eren cases i 1 era un apartament. Dels 117 habitatges principals, 102 estaven ocupats pels seus propietaris, 13 estaven llogats i ocupats pels llogaters i 3 estaven cedits a títol gratuït; 2 tenien dues cambres, 11 en tenien tres, 28 en tenien quatre i 76 en tenien cinc o més. 99 habitatges disposaven pel capbaix d'una plaça de pàrquing. A 49 habitatges hi havia un automòbil i a 66 n'hi havia dos o més.

### Piràmide de població
La piràmide de població per edats i sexe el 2009 era:
| Homes | Edats   | Dones |
| ----- | ------- | ----- |
| 0     | 95 o +  | 0     |
| 0     | 90 a 94 | 0     |
| 0     | 85 a 89 | 0     |
| 0     | 80 a 84 | 0     |
| 8     | 75 a 79 | 4     |
| 0     | 70 a 74 | 8     |
| 8     | 65 a 69 | 4     |
| 8     | 60 a 64 | 8     |
| 8     | 55 a 59 | 12    |
| 24    | 50 a 54 | 20    |
| 12    | 45 a 49 | 16    |
| 12    | 40 a 44 | 12    |
| 8     | 35 a 39 | 8     |
| 12    | 30 a 34 | 4     |
| 0     | 25 a 29 | 0     |
| 20    | 20 a 24 | 4     |
| 4     | 15 a 19 | 20    |
| 8     | 10 a 14 | 8     |
| 8     | 5 a 9   | 8     |
| 0     | 0 a 4   | 4     |

## Economia
El 2007 la població en edat de treballar era de 198 persones, 138 eren actives i 60 eren inactives. De les 138 persones actives 134 estaven ocupades (69 homes i 65 dones) i 5 estaven aturades (1 home i 4 dones). De les 60 persones inactives 33 estaven jubilades, 14 estaven estudiant i 13 estaven classificades com a «altres inactius».

### Ingressos
El 2009 a Bosc-Édeline hi havia 115 unitats fiscals que integraven 311 persones, la mediana anual d'ingressos fiscals per persona era de 17.858 €.

### Activitats econòmiques
Dels 9 establiments que hi havia el 2007, 1 era d'una empresa de fabricació d'altres productes industrials, 6 d'empreses de construcció, 1 d'una empresa de comerç i reparació d'automòbils i 1 d'una empresa immobiliària.
Dels 7 establiments de servei als particulars que hi havia el 2009, 4 eren paletes, 2 lampisteries i 1 electricista.
L'any 2000 a Bosc-Édeline hi havia 18 explotacions agrícoles que ocupaven un total de 736 hectàrees.

## Equipaments sanitaris i escolars
El 2009 hi havia una escola maternal integrada dins d'un grup escolar amb les comunes properes formant una escola dispersa.

## Poblacions més properes
El següent diagrama mostra les poblacions més properes.